# Ia Phìn
Ia Phìn là một xã thuộc huyện Chư Prông, tỉnh Gia Lai, Việt Nam.
Xã Ia Phìn có diện tích 42,03 km², dân số năm 1999 là 4.137 người, mật độ dân số đạt 98 người/km².